# Mlinište (przełęcz)
Mlinište albo Mliništa – przełęcz górska w Bośni i Hercegowinie. Jest wyjątkowo ważna strategicznie.
Znajduje się na 1156 metrach n.p.m. Przez przełęcz wiedzie droga magistralna M 15 między Mrkonjić Gradem i Glamočem. W pobliżu znajduje się też miejscowość Mlinište, która administracyjnie należy do gminy Mrkonjić Grad.
Ruch zimą przez przełęcz Mlinište jest często utrudniony.